# Вълчо Фотев
Вълчо Статев Фотев е български офицер, генерал-майор.

## Биография
Роден е на 20 март 1943 г. в Поморие. От 29 септември 1960 до 2 ноември 1965 г. учи във Висшето народно военно артилерийско училище „Георги Димитров“ в Шумен. Магистър по „Радиоелектронна техника“ Започва да служи като командир на взвод в 66-а ракетна бригада, базирана в Ямбол (2 ноември 1965 – 29 септември 1972). От 30 септември 1972 – 2 септември 1975 г. е преподавател в катедра „Артилерийска стрелба“ във ВНВАУ гр. Шумен. Между 2 септември 1975 и 31 юли 1978 г. учи в артилерийската командно-щабна оперативно тактическа академия в Санкт Петербург а през 1989 г. – генералщабната оперативно-стратегическата академия в Москва. В различни периоди е началник на „Ракетни войски и артилерия“ на 11 Танкова бригада в Карлово (30 септември 1978 – 21 септември 1981), ст. пом. н-к в оперативния отдел а щаба на РВиА на 2 армия (22 септември 1981 – 4 октомври 1982), старши помощник-началник на отдел „Планиране“ в Оперативния отдел на ГлЩ СВ (5 октомври 1982 – 13 септември 1988), заместник-началник на Оперативен отдел в Командването на Ракетни войски и артилерия в ГлЩ СВ (14 септември 1988 – 27 юли 1990), командващ Ракетните войски и артилерията на Трета армия (24 август 1990 – 27 август 1991), главен инспектор по Ракетни войски и артилерия в Инспектората на МО (28 август 1991 – 6 февруари 1992). Началник на отдел РВ и А в Управление „Бойна подготовка“ на Генералния щаб (7 февруари-24 август 1992), началник на самостоятелен отдел РВиА в ГЩ (25 август 1992 – 31 август 1996), първи зам. началник на Главно ОУ в ГЩ 1 септември 1996 до 12 април 1997), началник на Управление „Личен състав“ в ГлЩ на СВ (13 април 1997 – 4 май 1998).
На 1 септември 1997 г. е освободен от длъжността началник на управление „Окомплектуване“ в Главния щаб на Сухопътните войски и назначен за началник на управление „Личен състав“ в Главния щаб на Сухопътните войски. На 4 май 1998 г. е освободен от длъжността началник на управление „Личен състав“ в Главния щаб на Сухопътните войски, назначен за началник на управление „Ракетни войски и артилерия“ в Главния щаб на Сухопътните войски, двете считани от 7 май 1998 г. и удостоен с висше военно звание генерал-майор. На 7 юли 2000 г. е удостоен с висше военно звание генерал-майор. От 8 ноември 2000 г. е освободен от длъжност и е даден на разпореждане по щат А-916. На 20 март 2001 г. излиза в запаса.
През 2001 – 2004 г. завършва курс за следдипломно обучение към Висшата школа по международен бизнес и право към института за следдипломна квалификация на УНСС – специалност „Икономика на сигурността и отбраната“. Завършил е и специализирани курсове в Европейския център по отбраната на НАТО Джорш Маршал и по управление на отбраната в демократична държава – Германия. Работи 5 години в държавното предприятие „Кинтекс“. През 2013 г. е награден с награден знак „За принос към Министерството на отбраната“. От 2004 г. е Председател е на „Клуб ракетни войски и артилерия „Олимпий Панов““ а от 2018 г. Председател на УС на Асоциацията на артилеристите и ракетчиците от запаса „Олимпий Панов“. Член на ЦС на Съюза на офицерите и сержантите от запаса и резерва.

## Образование
- Висшето народно военно артилерийско училище „Георги Димитров“ – 29 септември 1960 – 2 ноември 1965 г.
- Военна академия „Георги Раковски“ – 1 септември – 30 декември 1973 г., курс по бойно използване на РВ и А в операции
- Военна артилерийска академия в Санкт Петербург – 2 септември 1975 – 31 юли 1978 г.
- Военната академия на Генералния щаб на СССР – 27 юли 1988 – 23 юли 1990 г.

## Военни звания
- лейтенант-иженер (23 септември 1965)
- старши лейтенант-инженер (15 октомври 1968)
- капитан-инженер (26 септември 1972)
- майор-инженер (20 септември 1977)
- подполковник-инженер (8 септември 1982)
- Полковник-инженер (8 септември 1987)
- Генерал-майор-инженер с 1 звезда (4 май 1998)[9]
- Генерал-майор - инженер с 2 звезди (7 юли 2000)[10]

## Награди
- Медал „За безупречна служба“ – III ст. (1975)
- Медал „За безупречна служба“ – I ст.
- „1300 години България“ (1981)
- Вярна служба под знамената – I ст. (1985)